# Asam-Schlössl

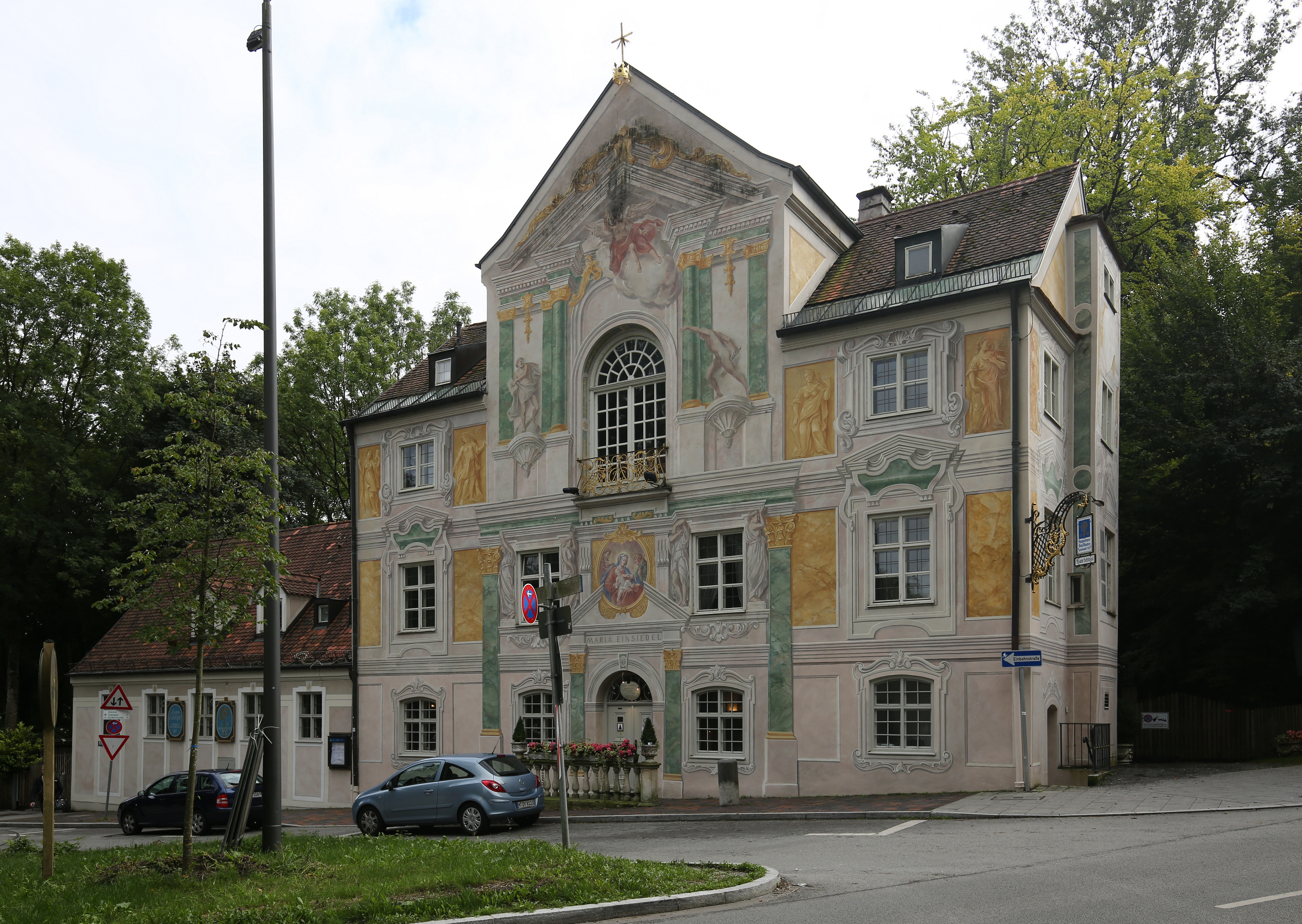
Asam-Schlössl à Munich, quartier de Thalkirchen

Pour les articles homonymes, voir Asam.
L'Asam-Schlössl est un bâtiment baroque du quartier Thalkirchen de Munich. C'était la maison de l'artiste baroque Cosmas Damian Asam. Aujourd'hui, le bâtiment est utilisé comme restaurant historique. Il est inscrit comme monument architectural sur la liste bavaroise des monuments.   

## Histoire
En 1687, le conseiller électoral Adrian von Kray construit un domaine de campagne à Thalkirchen, qui à cette époque était bien en dehors de Munich. 
En 1724, Cosmas Damian Asam acquiert le domaine et le convertit en une spacieuse résidence d'artiste dans sa forme actuelle. Il a ajouté des hauteurs au bâtiment et a peint la fresque de la nouvelle façade en 1729/30, comme cela était typique de Munich dans le passé. En même temps, il fait aménager un jardin de palais baroque géométrique du côté sud. Il a payé les frais avec les honoraires qu'il avait reçus pour ses travaux de fresques dans le monastère suisse d'Einsiedel. Cosmas Damian Asam a donc donné à sa propriété le nom du site de pèlerinage suisse Asamisch Maria Einsiedel Dall (Asamsches Maria-Einsiedel-Tal). Il fit construire une chapelle en face du Schlössl, qui fut achevée en 1730. Elle a été démolie après la sécularisation en 1804. 
La mort d'Asam en 1739 a mis fin à la construction. Dans la période qui a suivi, la propriété a changé de mains à plusieurs reprises. En 1797, Mgr Johann Casimir Häffelin possédait la propriété. En 1838, une extension avec un restaurant d'excursion est construite du côté est. Dans les années 1840, l'Université Louis et Maximilien de Munich en devient propriétaire. En 1923–1927, les façades ont été de nouveau peintes à fresque. L'Asam-Schlössl a brûlé pendant la Seconde Guerre mondiale. En 1947, la maison est sécurisée par un toit de secours. En 1957, l'architecte et défenseur de l'environnement Erwin Schleich a acquis la propriété de la capitale de l'État de Munich. En 1981/82, les fresques ont été refaites par Karl Manninger sur la base de vedute, fidèles à la version d'Asam. 
En 1992, la Brasserie Augustiner Bräu a acquis l'Asam-Schlössl. Les fresques des façades et de la salle de bal, située au deuxième étage du palais, ont été restaurées par le peintre d'Augsbourg Hermenegild Peiker. Depuis l'été 1993, l'Asam-Schlössl abrite à nouveau une auberge. 
Parmi les anciennes dépendances du domaine, seule la maison Kreppeberg 2, également classée, a été conservée. 

## Littérature
- München von der welfischen Gründung Heinrichs des Löwen bis zur Gegenwart: Kunst, Kultur, Geschichte (ISBN 3-7701-1094-3)
- Denis A. Chevalley, Timm Weski : Landeshauptstadt München – Südwest (= Bayerisches Landesamt für Denkmalpflege : Denkmäler in Bayern. Band I.2/2). Karl M. Lipp Verlag, Munich 2004, (ISBN 3-87490-584-5), p. 428–429.

## Source de traduction
- (de) Cet article est partiellement ou en totalité issu de l’article de Wikipédia en allemand intitulé « Asam-Schlössl » (voir la liste des auteurs).